# Prasinocyma ampla
Prasinocyma ampla là một loài bướm đêm trong họ Geometridae.